# Municipio de Menoken (Kansas)
El municipio de Menoken (en inglés: Menoken Township) es un municipio ubicado en el condado de Shawnee en el estado estadounidense de Kansas. En el año 2010 tenía una población de 1535 habitantes y una densidad poblacional de 13,07 personas por km².

## Geografía
El municipio de Menoken se encuentra ubicado en las coordenadas 39°8′13″N 95°46′17″O / 39.13694, -95.77139. Según la Oficina del Censo de los Estados Unidos, el municipio tiene una superficie total de 117.43 km², de la cual 115.08 km² corresponden a tierra firme y (2%) 2.35 km² es agua.

## Demografía
Según el censo de 2010, había 1535 personas residiendo en el municipio de Menoken. La densidad de población era de 13,07 hab./km². De los 1535 habitantes, el municipio de Menoken estaba compuesto por el 95.96% blancos, el 0.52% eran afroamericanos, el 0.52% eran amerindios, el 0.26% eran asiáticos, el 0.07% eran isleños del Pacífico, el 0.39% eran de otras razas y el 2.28% pertenecían a dos o más razas. Del total de la población el 3.32% eran hispanos o latinos de cualquier raza.